# Arctosa promontorii
Arctosa promontorii là một loài nhện trong họ Lycosidae.
Loài này thuộc chi Arctosa. Arctosa promontorii được Mary Agard Pocock miêu tả năm 1900.